# إدغار سيلفا
إدغار سيلفا (بالبرتغالية: Edgar Silva‏) هو سياسي برتغالي، ولد في 25 سبتمبر 1962 في فونشال في البرتغال. حزبياً، نشط في الحزب الشيوعي البرتغالي.